# バイオポリス
座標: 北緯1度18分09秒 東経103度47分30秒 / 北緯1.30250度 東経103.79167度

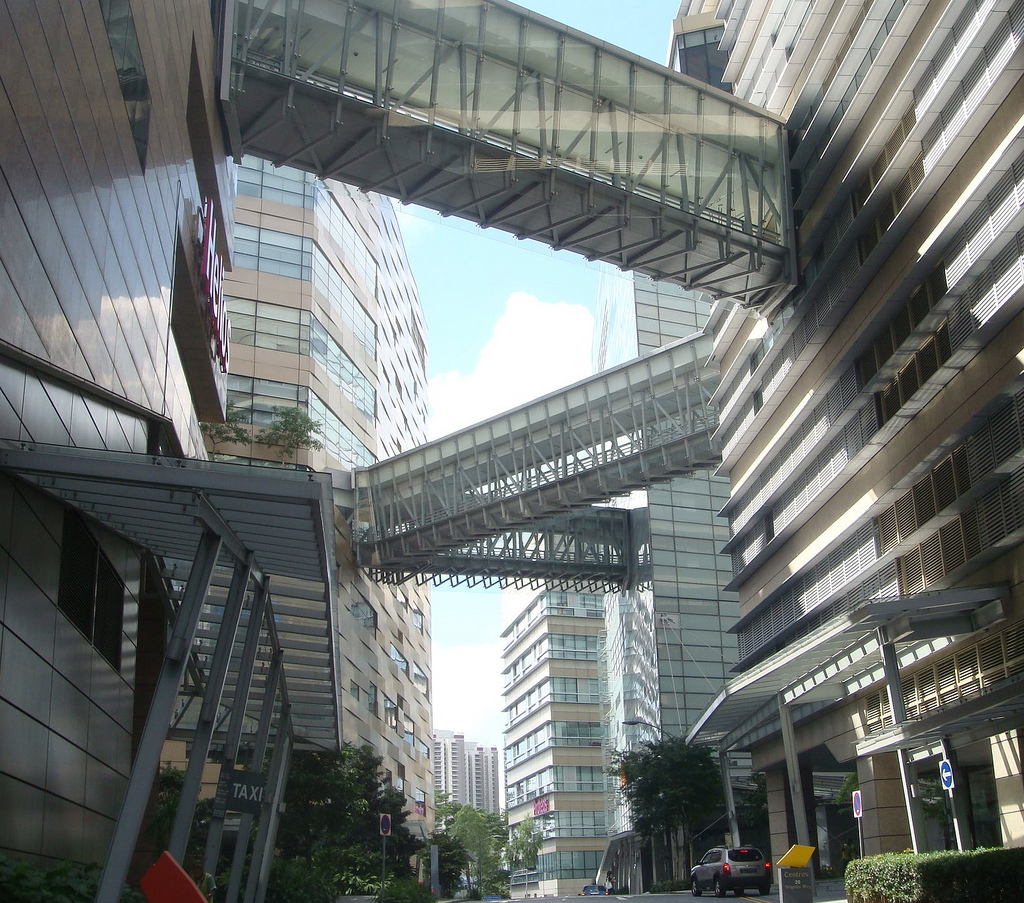
バイオポリス

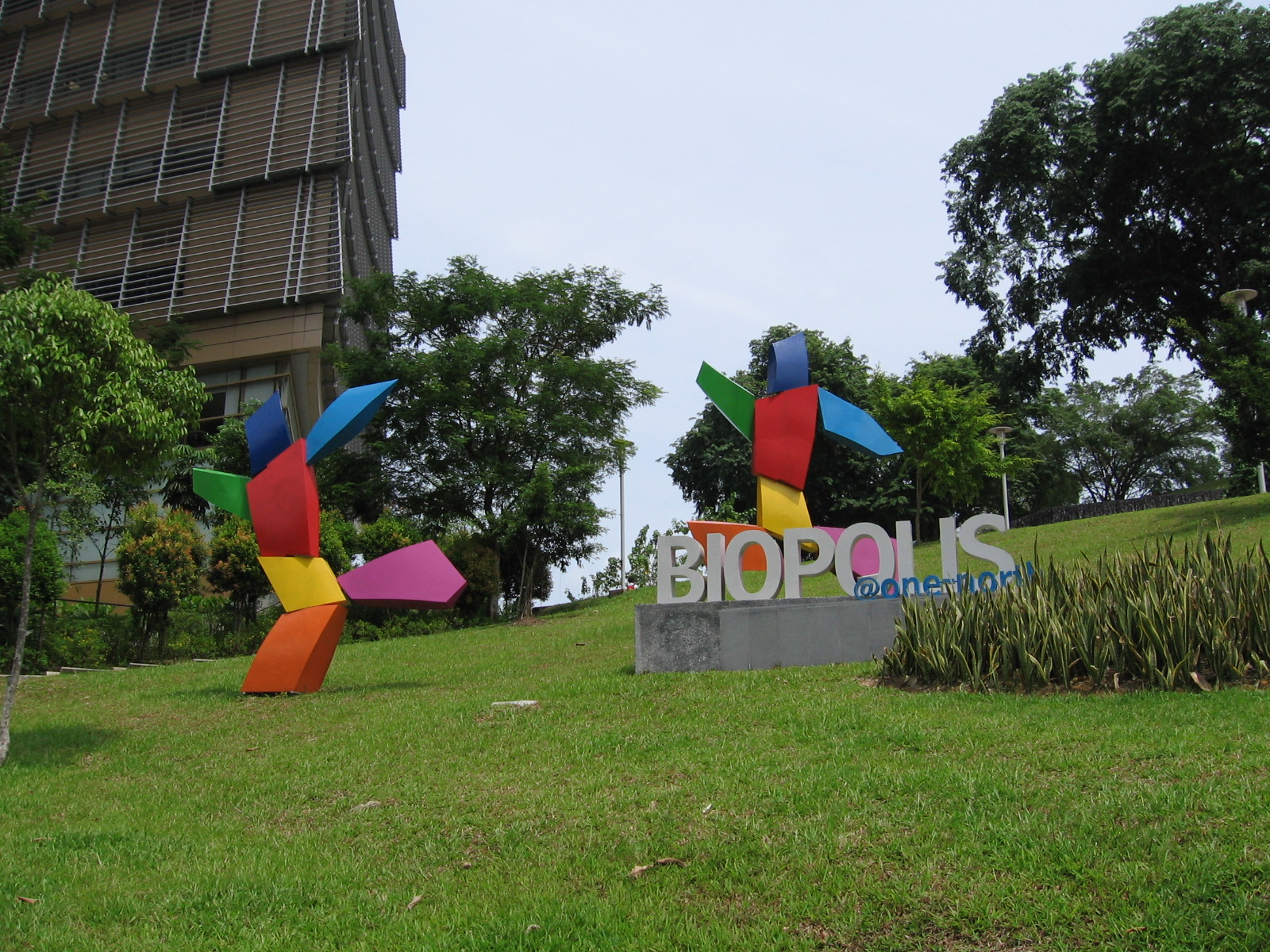
バイオポリス

バイオポリス（英語: Biopolis）はシンガポールのワン・ノースに位置する国際的なバイオメディカル分野（生体医療工学）の研究開発拠点。教育省やシンガポール国立大学にも程近く、官民連携拠点としても活用されている。

## 建設
建設は1期、2期に分けられ、1期は2004年3月に完成した。1期では185,000 m²の土地にS$5億をかけ、7棟が完成した。2期は2006年10月に完成し、S$7000万をかけ2棟が完成した。建築デザイナーはザハ・ハディッド。